# Ann & Andy
Ann & Andy est un duo de chanteurs de schlager allemand, composé d'Ann, née Christiane Vogt-Ellis, un 25 novembre à Anvers (Belgique) et d'Andy, né Luigi Eckehard Pelliccioni, un 7 juin à Halle (République démocratique allemande).

## Titres connus
- 1974 : Zigeunerwagen
- 1974 : Mein Herz hat Feierabend
- 1975 : Wenn wir uns am Abend wiedersehen
- 1975 : Mondschein und Gitarren
- 1976 : Du bist da
- 1976 : Ein Zigeuner und ein blondes Mädchen
- 1977 : El Porompompero
- 1977 : Sevilla
- 1977 : Lass Capri nie wieder vergehen
- 1989 : Gold und Silber
- Unser Dorf soll schöner werden
- 2003 : Ein Mantel und ein Hut
- 2003 : Jägerhochzeit

## Discographie
- 1975 : Ann & Andy
- 1979 : Komm mit zum Schützenfest
- 1989 : Zigeuner
- 2003 : Frei wie der Wind